# Mieke Bal
Maria Gertrudis « Mieke » Bal, née le 14 mars 1946 à Heemstede) est une intellectuelle néerlandaise spécialiste de la culture, vidéaste et professeure émérite de théorie littéraire à l'université d'Amsterdam. Elle a également été professeure à l'Académie royale néerlandaise des arts et des sciences et cofondatrice de l’École d'analyse culturelle d'Amsterdam à l'université d'Amsterdam .

## Études et carrière académique
Bal a fréquenté l'Université d'Amsterdam, où elle a obtenu une maîtrise de français en 1969. Elle a poursuivi ses études de troisième cycle à Amsterdam sous la supervision du professeur Jan Kamerbeek, mais à la suite du décès prématuré de ce dernier en 1977, elle a obtenu son doctorat en littérature française comparée à l'université d'Utrecht .
Bal a été professeure de sémiotique et de Women's studies à l'université d'Utrecht de 1987 à 1991, et coprésidente de la section de littérature comparée avec Susan B. Anthony, professeure de Women's studies à l'université de Rochester (1987-1991). Elle est restée associée à l'université de Rochester en tant que professeure invitée, où elle a donné des cours d'études visuelles et culturelles (1991-1996) tout en occupant le poste de professeur de théorie littéraire à l'université d'Amsterdam (1991-2011).
De 1993 à 1995, Bal a été directrice fondatrice de l’École d'analyse culturelle d'Amsterdam, institut de recherche et école doctorale consacré à l'étude comparative et interdisciplinaire de la culture,.
En 2005, l'Académie royale néerlandaise des arts et des sciences a attribué à Bal un titre de professeure à l'Académie, une subvention prestigieuse attribuée à des chercheurs expérimentés pour des résultats exceptionnels tout au long de leur carrière. L'Académie a qualifié l'approche de Bal de la théorie littéraire et des arts visuels de « hautement innovante, robuste et faisant preuve d'une créativité extraordinaire » 
En plus d'être une érudite prolifique, Bal est également une enseignante reconnue. Au cours de sa carrière, elle a supervisé plus de quatre-vingt thèses couvrant une grande variété de sujets, tels que la thèse de Lev Manovich (en), spécialiste des nouveaux médias, à l'université de Rochester en 1993.
Bal siège au comité de rédaction de revues spécialisées telles que Parallax (en) et Journal of Visual Culture (en), ainsi qu'au conseil consultatif international de Signs: Journal of Women in Culture and Society (en) . ,,
La maison d'édition University of Chicago Press a publié l'ouvrage A Mieke Bal Reader en 2006, tandis qu'en 2008, John Wiley & Sons a publié About Mieke Bal, un recueil d'essais célébrant son travail. Mieke Bal a reçu un doctorat honoris causa de l'Université de Lucerne en 2016 .

## Vie privée
La fille de Mieke Bal, Nanna Verhoeff, est également une intellectuelle. Elle est professeure d'études sur les médias et le spectacle au département des médias et de la culture de l'université d'Utrecht.

## Principales œuvres théoriques
Bal a publié plus de trente livres sur un large éventail de sujets. Ses recherches portent notamment sur l'antiquité biblique et classique, l’art moderne et du XVIIe siècle, la littérature contemporaine, le féminisme, la maladie mentale et la culture migratoire.
Narratology: Introduction to the Theory of Narrative (1985) est une introduction à l'étude systématique du récit, dans laquelle elle adopte des concepts et des termes structuralistes comme outils d'analyse des récits. Une troisième édition révisée et complétée a été publiée en 2009.
Quoting Caravaggio: Contemporary Art, Preposterous History (1999), examine comment des artistes du XXe siècle établissent un dialogue avec l'art ancien. Re-théorisant les notions d'influence linéaire et de temporalité, Bal introduit le concept d'«histoire pré-postérieure» pour aider à comprendre comment les citations modernes du Caravage renouvellent notre compréhension de son travail.
Dans Travelling Concepts in the Humanities: A Rough Guide (2002), Bal explore le déploiement de concepts dans l'analyse culturelle interdisciplinaire. Dans une série d'études de cas, Bal utilise des méthodologies plus conventionnelles basées sur un paradigme ou une discipline unique en faveur d'un réexamen ouvert des concepts lorsqu'ils « voyagent » entre disciplines, périodes historiques et contextes culturels.
Récemment, Bal a achevé une trilogie sur l'art politique. Elle cherche en particulier à comprendre comment l’art peut être politiquement efficace sans épouser de cause politique particulière. Dans chacun de ces livres, elle se concentre sur l'œuvre d'un artiste individuel et sur son médium principal. Of What One Cannot Speak (2010) examine le travail de la sculptrice colombienne Doris Salcedo, Thinking in Film (2013) examine les installations vidéo de l'artiste finlandaise Eija-Liisa Ahtila et Endless Andness (2013) aborde les interventions spatiales abstraites de l'artiste Ann Veronica Janssens,,.

## Œuvres cinématographiques
En plus de son travail académique, Bal est une cinéaste dont les films et les installations ont été exposés à travers le monde. En tant que membre du collectif Cinema Suitcase, elle a réalisé plusieurs vidéos qui traitent principalement des questions de migration. Avec Michelle Williams Gamaker, elle a réalisé le long métrage A Long History of Madness (2011). Basé sur le livre Mère Folle de la psychanalyste française Françoise Davoine, le film est une soi-disant "fiction théorique" qui examine la manière dont la folie peut être traitée de manière analytique. Bal et Williams Gamaker ont également réalisé un deuxième long métrage, Madame B (2014), une interprétation moderne du chef-d'œuvre de Gustave Flaubert , Madame Bovary, datant de 1856.

## Décoration
- Chevalier de l'ordre du Lion néerlandais (2016)

## Titre honorifique
- Docteur honoris causa de l'université de Lucerne

## Publications
- (en) Lethal Love: Feminist Literary Readings of Biblical Love Stories, Indiana University Press, 1987 (ISBN 0-253-20434-8).
- (en) Murder and Difference : Gender, Genre and Scholarship on Sisera’s Death  (trad. Matthew Gumpert), Indiana University Press, 1988 (ISBN 0-253-33905-7).
- (en) Death and Dissymmetry : The Politics of Coherence in the Book of Judges, University of Chicago Press, 1988 (ISBN 0-226-03555-7).
- (en) Reading “Rembrandt”: Beyond the Word–Image Opposition, Cambridge University Press, 1991 (ISBN 0-521-39154-7).
- (en) Double Exposures : The Subject of Cultural Analysis, Londres, Routledge, 1996 (ISBN 0-415-91704-2).
- (en) Quoting Caravaggio : Contemporary Art, Preposterous History, Chicago, University of Chicago Press, 1999 (ISBN 0-226-03556-5).
- (en) Travelling Concepts in the Humanities: A Rough Guide, University of Toronto Press, 2002 (ISBN 0-8020-8410-9).
- (en) A Mieke Bal Reader, University of Chicago Press, 2006 (ISBN 0-226-03585-9).
- (en) Narratology : Introduction to the Theory of Narrative  (trad. Christine van Boheemen), University of Toronto Press, 2009, 3e éd. (1re éd. 1985) (ISBN 978-0-8020-9631-9).
- (en) Of What One Cannot Speak: Doris Salcedo’s Political Art, Chicago, University of Chicago Press, 2010 (ISBN 0-226-03578-6).
- (en) Endless Andness: The Politics of Abstraction According to Ann Veronica Janssens, Bloomsbury Publishing, 2013 (ISBN 978-1-4725-2818-6).
- (en) Thinking in Film: The Politics of Video Installation According to Eija-Liisa Ahtila, Bloomsbury, 2013 (ISBN 978-1-4725-3274-9).